# Irene Haschke
Irene Haschke, född 16 februari 1921 i Friedeburg, var en tysk fångvaktare (SS-Aufseherin). Hon var verksam som lägervakt i koncentrationslägren Gross-Rosen och Bergen-Belsen. Efter andra världskriget dömdes hon till 10 års fängelse för krigsförbrytelser.

## Biografi
Haschke arbetade inom textilindustrin, innan hon den 16 augusti 1944 rekryterades till SS och under fem veckor genomgick vaktutbildning i Gross-Rosen. Därefter tjänstgjorde hon en kort tid i kvinnoarbetslägret i Mährisch-Weisswasser. Från den 28 april 1945 var hon verksam i Bergen-Belsen, där hon greps i april samma år. Vid Belsenrättegången 1945 dömdes hon till 10 års fängelse för krigsförbrytelser och brott mot mänskligheten, bland annat för att ha misshandlat fångar.